# ECRI Institute
Pour les articles homonymes, voir ECRI.
L' « ECRI Institute » (anciennement « Emergency Care Research Institute ») est une organisation indépendante internationale à but non lucratif qui se consacre aux États-Unis et dans plusieurs pays à la sécurité des pratiques et produits médicaux afin qu’ils soient les plus sûrs et les plus rentables.

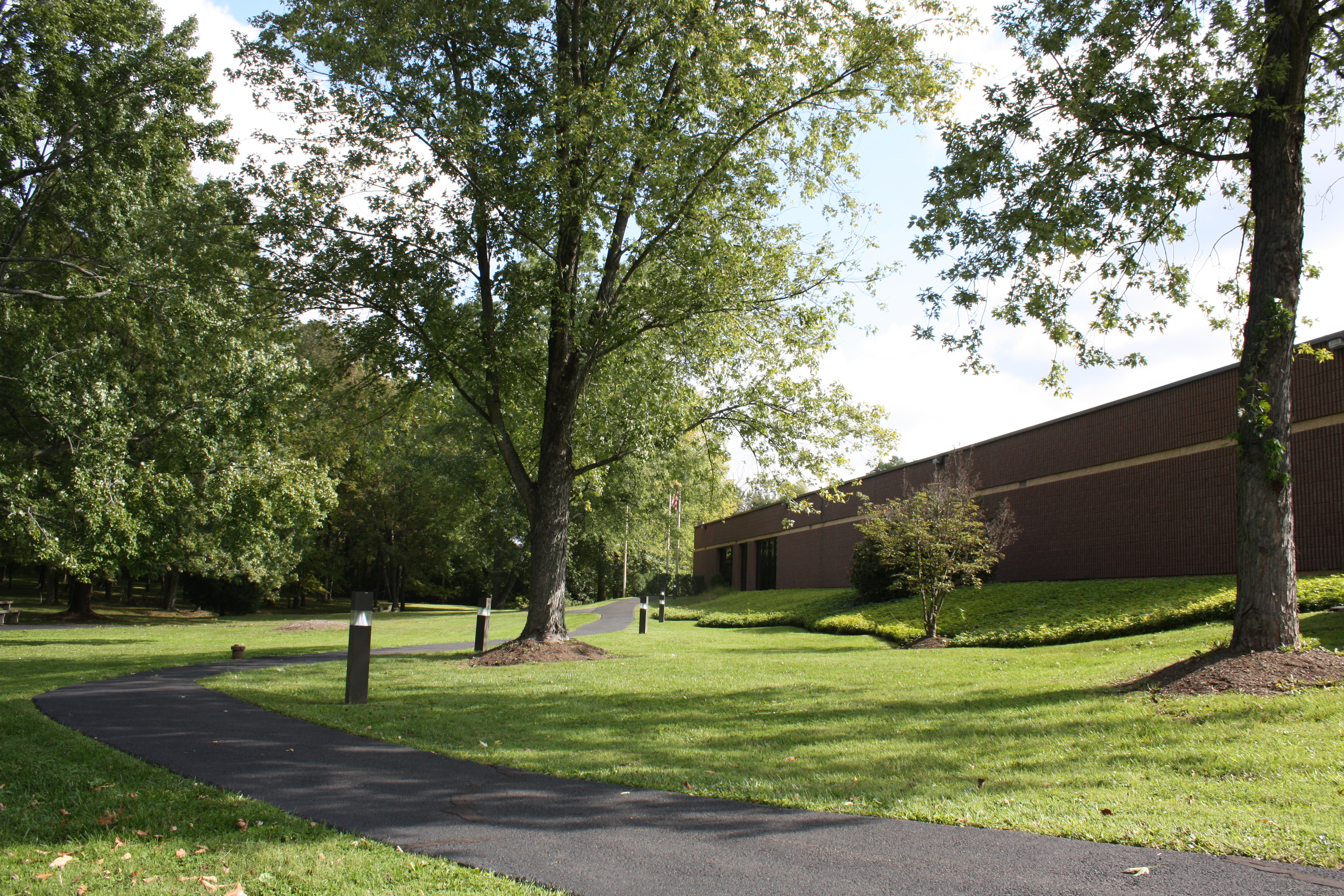
Photo du siège de l'Institut ECRI à Plymouth Meeting en Pennsylvanie

L'ECRI a son siège et des bureaux aux États-Unis (à Plymouth Meeting, en Pennsylvanie), et des bureaux au Royaume-Uni, aux Émirats arabes unis et en Malaisie.

## Historique
Au début des années 1960, l’américain Joel Judovich Nobel (né le 8 décembre 1934 et mort le 13 août 2014), anesthésiste et inventeur, a fondé l'institut après la mort d'un garçon de quatre ans dans ses bras lorsqu'un défibrillateur n'a pas fonctionné.
Via l'institut il s’est concentré sur l'amélioration des technologies de réanimation cardio-pulmonaire ; de leur conception à leur déploiement.
Parmi ses inventions les plus importantes de Nobel, figurent le « MAX Cart »
, un système de réanimation mobile conçu pour une réponse médicale rapide aux patients en situation d'urgence cardiopulmonaire. Conçu et breveté en 1965 lors de la résidence de Nobel à l'hôpital de Pennsylvanie, le chariot transporte des instruments de réanimation cardio-respiratoire et d'autres fournitures médicales tout en fonctionnant comme une civière. Un prototype de ce chariot d'urgence médicale MAX figure dans la collection permanente de la division Médecine et Science du Smithsonian National Museum of American History, dans sa collection d'objets de cardiologie et de médecine d'urgence d'importance historique.
Début 1966 Life magazine a décrit l'invention dans une fonctionnalité appelée « MAX, le sauveur de vie ».
En 1971, l’ECRI Institute a commencé à évaluer comparativement (CER pour « Comparative effectiveness research ») les marques et modèles de dispositifs médicaux.
Depuis sa désignation en tant que centre de Pratiques fondées sur les preuves travaille avec l'Agence pour la recherche et la qualité des soins de santé (Agency for Healthcare Research and Quality ou AHRQ) en 1997, l'ECRI  entrepris des examens systématiques des procédures cliniques à l'aide d'une méta-analyse pour le compte du programme Medicare, d'autres agences fédérales et étatiques et pour diverses organisations de spécialité clinique. Pour éviter les conflits d'intérêts, l'institut a des règles strictes interdisant toute acceptation de cadeaux, subventions ou contrats de l'industrie médicale ou pharmaceutique.

## Gouvernance
En 2001, le Dr Jeffrey C. Lerner est devenu le deuxième président-directeur général de l'ECRI Institute.
En 2018, le Dr Marcus Schabacker l’a remplacé à la tête de l'ECRI Institute.
Le 2 janvier 2020, l'Institute for Safe Medication Practices (ISMP) s’est affilié à l'ECRI Institute. En vertu de l'accord d'affiliation, l'ISMP fonctionne comme une filiale à part entière de l'Institut ECRI.

## Moyens
L'ECRI a son siège social à Plymouth Meeting, en Pennsylvanie sur un campus de recherche de 12 acres qui comprend une installation de 120 000 pieds carrés avec des bureaux, des laboratoires instrumentés et une bibliothèque médicale. 450 employés à temps plein travaillent interdisciplinairement pour l’Institut ; leurs antécédents professionnels, étaient notamment la médecine, les soins infirmiers, l'épidémiologie, les sciences biomédicales, la méthodologie de recherche, les sciences sociales, l'ingénierie clinique, la physique, le droit de la santé, la gestion des soins de santé, la sécurité des patients, la gestion des risques, les technologies de l'information, l'informatique médicale, la rédaction et la révision cliniques, etc.

## Reconnaissance officielle et statut juridique
L'ECRI est reconnue comme PSO (« Patient Safety Organisation » qui sont aux États-Unis des groupes, institutions ou associations œuvrant à améliorer les soins médicaux en réduisant les erreurs médicales, en collectant et analysant des données, en  communiquant, éduquant, finançant et défendant les droits fondamentaux à la santé). L'ECRI est donc une organisation fédérale de sécurité des patients approuvée par le ministère américain de la Santé et des Services sociaux, en vertu du Patient Safety and Quality Improvement Act de 2005,.
L'ECRI Institute a conclu un accord de licence pour adapter le système de notification de la sécurité des patients de Pennsylvanie (PA-PSRS), afin de répondre aux exigences de déclaration spécifiques à la Pennsylvanie. 
Le système PA-PSRS qui en résulte appartient à 100% à la Pennsylvania Patient Safety Authority. 
Le conseil d'administration de la Pennsylvania Patient Safety Authority a voté à l'unanimité le financement du contrat de l'ECRI jusqu'en juin 2019.
L'ECRI Institute a été désignée Agence pour la recherche en santé et le Centre de pratique factuelle de qualité (EPC) avec Penn Medicine, effectue des examens de recherche pour le programme de soins de santé efficaces (EHC).

## Services
L'organisation dessert plus de 5000 organisations de soins de santé dans le monde, notamment des hôpitaux, des systèmes de santé, des payeurs publics et privés, des agences gouvernementales fédérales et des États américains, des ministères de la santé, des organisations du secteur bénévole, des associations et des agences d'accréditation. 
Avec ces groupes, l'ECRI Institute partage les retours d’expérience en matière d'amélioration de la sécurité des patients, d'efficacité comparative, de gestion des risques et de la qualité, de pratique factuelle, de processus, d'appareils, de procédures et de technologies pharmaceutiques.
L'Institut ECRI fournit des services d'information, de recherche, de publication, d'éducation et de consultation en matière de santé, dont sur les sujets suivants :
- Médecine factuelle: programme d'adhésion à l'évaluation technologique complète, ressources en ligne et conseils personnalisés.
- Sécurité du patient et qualité des soins : programmes d'adhésion et autres ressources pour aider à améliorer la sécurité des patients, assurer la qualité des soins et gérer les risques à l'échelle de l'entreprise.
- Prise de décision technologique: ces services aident les hôpitaux et systèmes de santé à gérer plus efficacement les technologies de santé.

L'organisation était maître d'œuvre pour deux outils informatiques médicaux ayant soutenu les efforts des utilisateurs pour intégrer des pratiques fondées sur des preuves dans les décisions en matière de soins de santé.
- élaborer et maintenir le « National Guideline Clearinghouse » (NGC), une base de données des lignes directrices de pratique clinique de l'AHRQ (depuis sa création en 1998) ;
- élaborer et maintenir la « National Quality Measures Clearinghouse (NQMC) »[12], une base de données de preuves de niveau de qualité des soins de santé (depuis sa création en 2001).

Ces deux contrats ont pris fin en juillet 2018, à la suite de l'arrêt du versement des crédits fédéraux à l'AHRQ.

En novembre 2018, un « ECRI Guidelines Trust » a été créé en réponse au financement du National Guideline Clearinghouse par le gouvernement fédéral.
L'ECRI Institute a créé et maintient le système universel de nomenclature des dispositifs médicaux (UMDNS),.

## Éducation
Les ressources pédagogiques de l'ECRI Institute comprennent la sécurité des patients et la gestion des risques, la formation médicale continue (CME) / l'unité de formation continue (CEU) et un programme en ligne.

L'ECRI Institute est accréditée par le « Conseil d'accréditation pour la formation médicale continue » (ACCME, pour « Council for Continuing Medical Education »), l’organisme qui aux États-Unis établit et applique les normes de formation continue des médecins aux États-Unis).
Durant 24 ans, l'ECRI a organisé une conférence annuelle sur les politiques de santé délimitant les perspectives des parties prenantes de la communauté des soins de santé en abordant les grands problèmes de la science, de l'évaluation des preuves et de l'utilisation de la technologie médicale, des produits pharmaceutiques, des substances légales, des procédures, de la prestation de soins contre le cancer, patients complexes et services de santé.

## Ressources gratuites
- Infographies sur la cybercriminalité, les fusions et acquisitions hospitalières, la surveillance à distance des patients et la chirurgie robotique...
- Les 10 principaux risques pour les technologies de la santé
- Les 10 principaux problèmes de sécurité des patients
- Livres blancs sur l'identification des patients, les opioïdes, la santé comportementale, et la dotation et la planification réactives dans les services de vieillissement
- Guide sur la boulimie : ressource complète sur la boulimie nerveuse